# 360 Carlova
360 Carlova eller 1893 N är en stor asteroid i huvudbältet, som upptäcktes 11 mars 1893 av den franske astronomen Auguste Charlois. Ursprunget till namnet är okänt.
Asteroiden har en diameter på ungefär 129 kilometer.